# Akrobatisches Potpourri
Akrobatisches Potpourri è un cortometraggio insonoro in bianco e nero del 1895, diretto dai Fratelli Skladanowsky (Max Skladanowsky e Emil Skladanowsky).
È una delle primissime pellicole della storia ad essere prodotta in Germania, e uno dei primissimi filmati a ispirarsi a quel mondo di artisti girovaghi che si esibivano nei circhi e nei teatri in Europa e nelle Americhe.
Il corto è stato girato presso il Berlin-Moabit Public Theatre di Berlino con la collaborazione della famiglia Grunato, una stirpe di otto acrobati e circensi, che nell'arco di pochi secondi mostrano le loro prodezze riguardo alle acrobazie e all'equilibrismo.
È stato uno dei primi prodotti ad essere stato proiettato dalla Wintergarten Performances con il sistema di immagini lanterna magica. Uscito in Europa per un pubblico limitato, la visione era concessa tramite pagamento.
La prima proiezione avvenne, insieme ad altri film d'intrattenimento dei Fratelli Skladanowsky, con un bioscopio al teatro Wintergarten di Berlino il 1º novembre 1895, ovvero due mesi prima della proiezione pubblica con il cinematografo dei Fratelli Lumiere. Il programma (Wintergartenprogramm) comprendeva: 
1. la danza italiana dei due bambini (Italienischer Bauerntanz);
2. una scena acrobatica dei fratelli Milton (Komisches Reck);
3. un incontro di box tra un pugile e un canguro (Das Boxende Känguruh);
4. il giocoliere Paul Petras (Der Jongleur);
5. un'esibizione acrobatica degli otto membri della famiglia Grunato (Akrobatisches Potpourri);
6. i fratelli Tscherpanoff intenti a ballare (Kamarinskaja);
7. un'esibizione di serpentine dance (Die Serpentintänzerin);
8. un incontro di lotta tra Greiner e Sandow (Ringkämpfer);
9. i fratelli Skladanowsky stessi che si inchinano a ringraziare il pubblico (Apotheose).[5]